# Okręty podwodne typu Harushio
Okręty podwodne typu Harushio – typ japońskich okrętów podwodnych z napędem diesel-elektrycznym, wyposażonych w sześć dziobowych wyrzutni torpedowych kalibru 533 mm. Jednostki tego typu, były ulepszoną wersją wcześniejszego typu Yushio, z nowocześniejszymi sensorami, lepszym wyciszeniem oraz kadłubem zbudowanym ze stali NS110 umożliwiającym zanurzenie na głębokość testową 500 metrów. Obok torped, okręty tego typu wyposażone są w przeciwokrętowe pociski manewrujące Sub Harpoon (UGM-84A). W 2000 roku „Asashio” (SS-589) został wycofany ze służby operacyjnej oraz przedłużony o 9,1 metra w celu instalacji w nim systemu napędu niezależnego od dostępu powietrza atmosferycznego opartego na silniku Stirlinga o mocy 120 SHP, kadłub zaś został pokryty powłoką anechoiczną. Modyfikacje te zwiększyły wyporność okrętu o 400 ton.